# Championnats d'Europe de VTT 2014
Navigation
Berne 2013 Chies d'Alpago 2015
Les championnats d'Europe de VTT 2014 ont lieu du 5 au 8 juin 2014 à Saint-Wendel en Allemagne. Ils sont organisés par l'Union européenne de cyclisme et concerne deux disciplines : le cross-country et le cross-country eliminator.
Les championnats d'Europe de trial sont organisés à Walbrzych, en Pologne, les 14 et 15 juin 2014.

## Résultats

### Cross-country
| Épreuves               | Or                                                               | Argent                                                         | Bronze                                                                             |
| ---------------------- | ---------------------------------------------------------------- | -------------------------------------------------------------- | ---------------------------------------------------------------------------------- |
| Hommes                 | Julien Absalon                                                   | Fabian Giger                                                   | Jan Škarnitzl                                                                      |
| Femmes                 | Tanja Žakelj                                                     | Blaža Klemenčič                                                | Maja Włoszczowska                                                                  |
| Hommes moins de 23 ans | Jordan Sarrou                                                    | Michiel van der Heijden                                        | Bart De Vocht                                                                      |
| Femmes moins de 23 ans | Pauline Ferrand-Prévot                                           | Jolanda Neff                                                   | Helen Grobert                                                                      |
| Hommes juniors         | Simon Andreassen                                                 | Luca Schwarzbauer                                              | Milan Vader                                                                        |
| Femmes juniors         | Alessandra Keller                                                | Nicole Koller                                                  | Sina Frei                                                                          |
| Relais mixte           | France Jordan Sarrou Hugo Pigeon Margot Moschetti Maxime Marotte | Allemagne Ben Zwiehoff Tobias Eise Helen Grobert Moritz Milatz | Italie Maximilian Vieider Moreno Pellizzon Lisa Rabensteiner Marco Aurelio Fontana |

### Cross-country eliminator
| Épreuves | Or                 | Argent          | Bronze          |
| -------- | ------------------ | --------------- | --------------- |
| Hommes   | Daniel Federspiel  | Ralph Näf       | Fabrice Mels    |
| Femmes   | Kathrin Stirnemann | Linda Indergand | Alexandra Engen |

## Tableau des médailles
| Rang  | Nation    | Or | Argent | Bronze | Total |
| ----- | --------- | -- | ------ | ------ | ----- |
| 1     | France    | 4  | 0      | 0      | 4     |
| 2     | Suisse    | 2  | 5      | 1      | 8     |
| 3     | Slovénie  | 1  | 1      | 0      | 2     |
| 4     | Autriche  | 1  | 0      | 0      | 1     |
| 4     | Danemark  | 1  | 0      | 0      | 1     |
| 6     | Allemagne | 0  | 2      | 1      | 3     |
| 7     | Pays-Bas  | 0  | 1      | 1      | 2     |
| 8     | Belgique  | 0  | 0      | 2      | 2     |
| 9     | Italie    | 0  | 0      | 1      | 1     |
| 9     | Pologne   | 0  | 0      | 1      | 1     |
| 9     | Tchéquie  | 0  | 0      | 1      | 1     |
| 9     | Suède     | 0  | 0      | 1      | 1     |
| Total | Total     | 9  | 9      | 9      | 27    |